# Horace Alexander
Horace Gundry Alexander (Croydon, Londres; 30 de julio de 1889 - Pensilvania, Estados Unidos; 30 de septiembre de 1989) fue un profesor, escritor, pacifista y ornitólogo cuáquero inglés. Era hermano de Wilfred Backhouse Alexander.
Alexander fue un ávido observador de aves que se implicó en los movimientos de protección de las aves del siglo XX. Fue parte de un pequeño grupo de ornitólogos aficionados que combinaron el placer de la observación de aves con las contribuciones científicas a este campo. Alexander realizó numerosas observaciones sobre todo en Gran Bretaña pero también en la India y Estados Unidos.
Alexander vivió en Inglaterra la mayor parte de su vida pero sus últimos años los pasó en EE. UU.. Cuáquero y pacifista tuvo una gran amistad con Gandhi (quien en 1942 describió a Alexander como uno de los mejores amigos que tenía la India), y en 1984 recibió la medalla Padma Bhushan, la más alta distinción civil dada en la India a extranjeros. 
Alexander fue fundador del West Midland Bird Club, y su presidente, durante su larga residencia en Birmingham, Inglaterra.
Murió dos meses después de cumplir 100 años de edad

## Biografía
- J. Duncan Wood - Horace Alexander: Birds and Binoculars ISBN 1-85072-289-7